# Svend Johannsen
Svend Johannsen (* 15. Oktober 1903 in Flensburg; † 16. Februar 1978) war ein dänischer Minderheitenpolitiker in Schleswig-Holstein.

## Leben und Beruf
Johannsen besuchte das deutsche Oberrealgymnasium in Flensburg und studierte anschließend Theologie in Fredericia, wo er 1930 das theologische Examen ablegte. 1932 folgte das Lehrerexamen. Am 1. August 1933 übernahm Johannsen die Leitung der dänischen „Ansgar-Skolen“ in Schleswig. Nach dem Krieg wurde er Chefredakteur der Südschleswigschen Heimat-Zeitung. 1974 wurde er für seine Verdienste um die dänische Minderheit mit der Guldnål (Goldnadel) des Sydslesvigsk Forening ausgezeichnet.

## Minderheitenpolitik
Bereits in seiner Jugend engagierte sich Johannsen in der dänischen Minderheit in Südschleswig. Wegen kritischer Äußerungen in einem Brief an seine Frau über die Nazi-Herrschaft in Dänemark wurde er am 29. Mai 1940 von der Gestapo verhaftet und saß bis zum September 1941 im Konzentrationslager Sachsenhausen. 
Als sich aus dem Kulturverband der dänischen Südschleswiger, dem Südschleswigschen Verein/Sydslesvigsk Forening (SSF), heraus auf Druck der britischen Besatzungsmacht, die die kulturellen und die politischen Betätigungen der Minderheit getrennt wissen wollte, der SSW gründete, wurde Johannsen 1948/49 dessen erster Vorsitzender. Sein Verdienst war es, arbeitsfähige Strukturen für die neue Partei und damit die Grundlage für die politische Arbeit zu schaffen.
Später engagierte sich Johannsen auf europäischer Ebene, um seine organisatorischen Erfahrungen in der Minderheitenarbeit an andere Gruppierungen weitergeben zu können. Aus diesem Grund war Johannsen  1963 bis 1967 Präsident der Föderalistischen Union Europäischer Volksgruppen.

## Haft
In einem Brief an seine Frau, vom 8. April 1940, drückte er seine Unzufriedenheit gegenüber der drohenden deutschen Besatzung von Dänemark aus. Dieser wurde am 9. April von der Gestapo abgefangen.
Daraufhin wurde er am 29. Mai 1940 in Flensburg verhaftet, in mehrere Übergangslager gebracht und schließlich im Konzentrationslager Sachsenhausen interniert. Im Konzentrationslager erhielt Johannsen die Gefangenennummer 33032 und saß in der Baracke 48 ein. Im KZ erlebte er den Alltag der Gefangenen, die Folter, die mangelhafte Verpflegung und allgemeine schlechte Behandlung der Inhaftierten und hielt dies in seinem Gefangenentagebuch fest.         
Am 16. September 1941 wurde er nach anhaltenden diplomatischen Bemühungen der dänischen Regierung aus dem KZ Sachsenhausen entlassen und bis Kriegsende 1945 in Schleswig unter Hausarrest gestellt.           

### Erlebnisse im KZ
In seinem Gefangenentagebuch schilderte Johannsen unter anderem die Einteilung der Insassen durch aufgenähte Symbole (sogenannte  Winkel). Als politischer Häftling wurde ihm ein rotes Dreieck aufgenäht.
In dem ihm zugeteilten „Block 48“, so beschrieb er, sei die Toilette fast immer verstopft gewesen und die Insassen hätten zu zweit auf einem Teppich schlafen müssen.
Die Verpflegung, die er als „das Fressen“ beschrieb, habe morgens „aus einem Getränk, das sich Kaffee nannte, mittags meistens aus einer Gemüsesuppe und abends aus etwas Tee und Brot“ bestanden.
Vor Folter schreckten die SS-Wachen nicht zurück. Johannsen beschrieb zwei Folterinstrumente (Der Bunker und der Pfahl), bei denen Gefangene bis zur totalen Erschöpfung oder Tod gequält wurden, dem Johannsen jedoch entgehen konnte.     
„Außerhalb der Außenmauer lagen SS-Kasernen und ein Villa-quartier für die verheirateten Blockführer. Da kamen wir auf dem Weg zur Arbeit oft vorbei und dann konnten wir oft die brutalen Quälgeister in ganzer Pracht ihrer Uniformen sehen, wie Sie mit ihren Frauen und Kindern im Vorgarten standen und spielten. Man konnte seinen Augen nicht trauen.“

#### Heinkel Kommando und Arbeitslager
Im Heinkel Kommando, einer Arbeitseinheit zur Errichtung eines Flugplatzes für die Heinkel-Flugzeugwerke, nahe Berlin, erhielten die Gefangenen eine etwas bessere Verpflegung als im Lager, die jedoch auch mit härterer Arbeit verbunden war. Johannsen erlebte dort die Willkür der bewachenden SS-Offiziere und schrieb: „Wenigstens ein SS-Unteroffizier zeigte sich als weniger boshaft als die anderen(...). Er sah mir einen Augenblick bei der Arbeit zu und ging dann weiter. Wenig später hörte ich wie er einen Mithäftling beschimpfte und einen Funktionshäftling (Kapo) herbeirief. Dann hörte ich ihn, wie er befahl: Machen sie ihn fertig! Ich sah zu wie der Kapo auf seinen Mithäftling einschlug.“

#### Entlassung
Svend Johannsen wurde am 16. September 1941 aus dem KZ Sachsenhausen entlassen. Das Entlassungsverfahren streckte sich über mehrere Stunden, bei dem er unter anderem das Privileg bekam, eine richtige Toilette zu besuchen. Daraufhin erhielt er noch einige Informationen über die Entlassung und wurde in die Gestapo-zentrale nach Kiel gebracht. Von dort wurde er schließlich zurück nach Schleswig gebracht. Einmal täglich musste er sich bei der Polizeizentrale melden. Zusätzlich unterschrieb er zwangsweise alles was ihm die Gestapo vorlegte. 
Nach dem Zweiten Weltkrieg erhielt er eine Entschädigung von 5 Mark pro Gefangenentag.

## Öffentliche Ämter
1945 bis 1948 war Johannsen zweiter Bürgermeister von Schleswig und auch Schulreferent der Stadt.